# Vindonissa
Vindonissa era un campo legionario romano, nei pressi della moderna Windisch, in Svizzera. L'importanza del campo derivava dalla sua posizione, alla confluenza del Reuss e dell'Aar, a soli 15 km dal Reno.

## Storia

### Dopo laclades Variana, fino a Traiano
Prima dell'insediamento romano vi era un oppidum celtico. Vindonissa venne fondata probabilmente tra il 9 ed il 13, in seguito alla disfatta di Teutoburgo e la conseguente riorganizzazione della frontiera operata da Tiberio e Germanico; una prima espansione verso occidente avvenne nel 21, mentre all'espansione del 30 risale la costruzione delle terme e del valetudinarium.
La Legio XIII Gemina occupò il campo fino al 44 o 45, quando venne sostituita dalla XXI Rapax, che venne installata in un nuovo campo, costruito in pietra. La XXI venne disciolta in occasione della Rivolta batava del 69-70 e sostituita dalla XI Claudia, che rimase fino al 100, quando le truppe vennero inviate sul Danubio in preparazione della campagna contro i Daci.

### Centro civile
In seguito Vindonissa rimase un insediamento civile, che vide la costruzione di una fortificazione nel IV secolo. Oltre al forte legionario sono ancora presenti l'anfiteatro e l'acquedotto del I secolo, ancora in uso, quattro cimiteri, una mansio e una collina di detriti.
Nel 1919 lo studioso Siegfried Loeschcke pubblicò una tavola tipologica delle lucerne romane più precisa rispetto a quella precedentemente compilata da Heinrich Dressel nel 1879, grazie alle lucerne rinvenute a Vindonissa che Loeschcke catalogò nel libro Lampen aus Vindonissa.

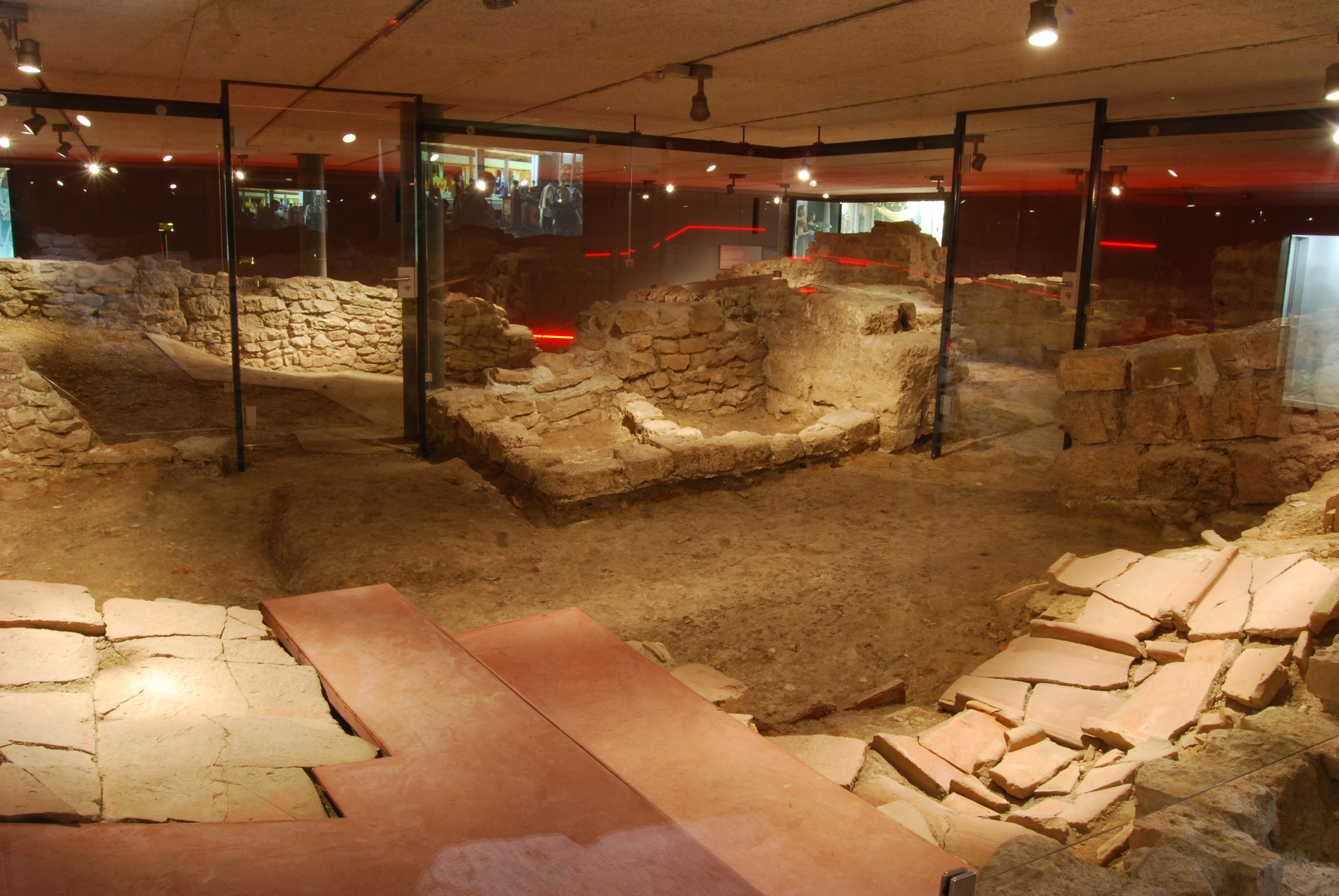
Cucina legionaria
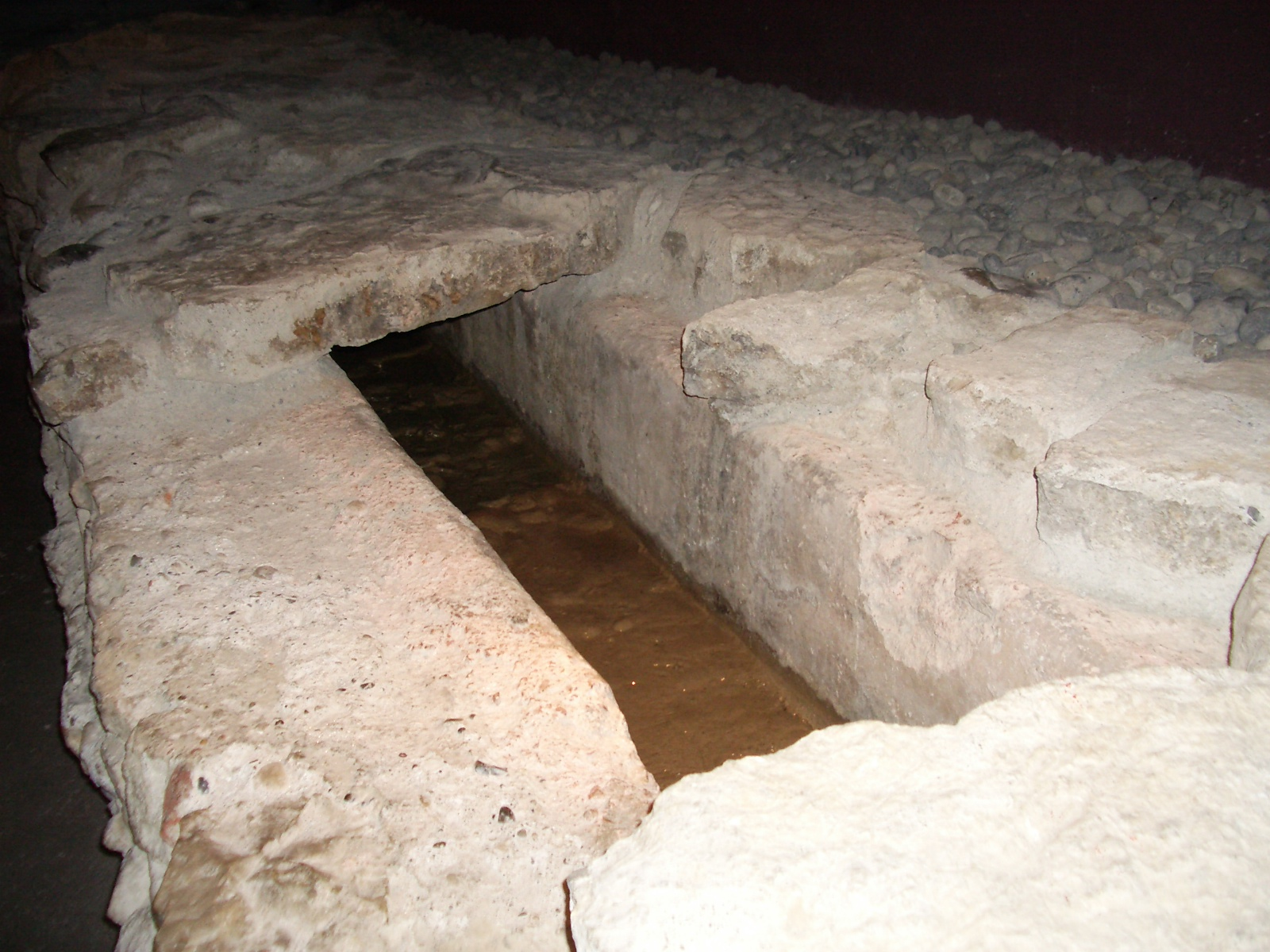
Tratto del lungo acquedotto (di 2,4 km) che portava l'acqua a Vindonissa.
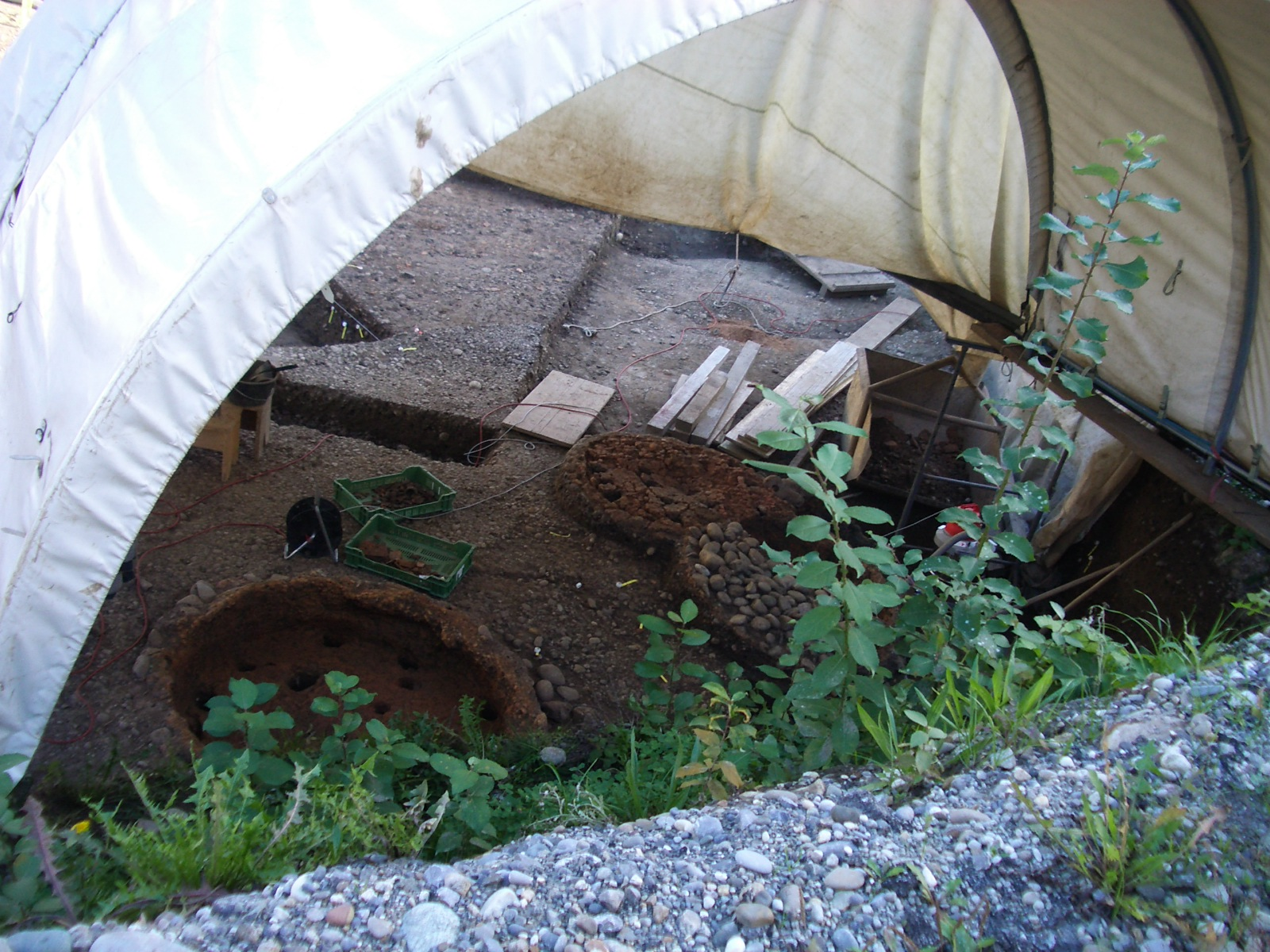
Fabbrica di ceramica lungo la strada che conduceva da Augusta Raurica ad Aventicum
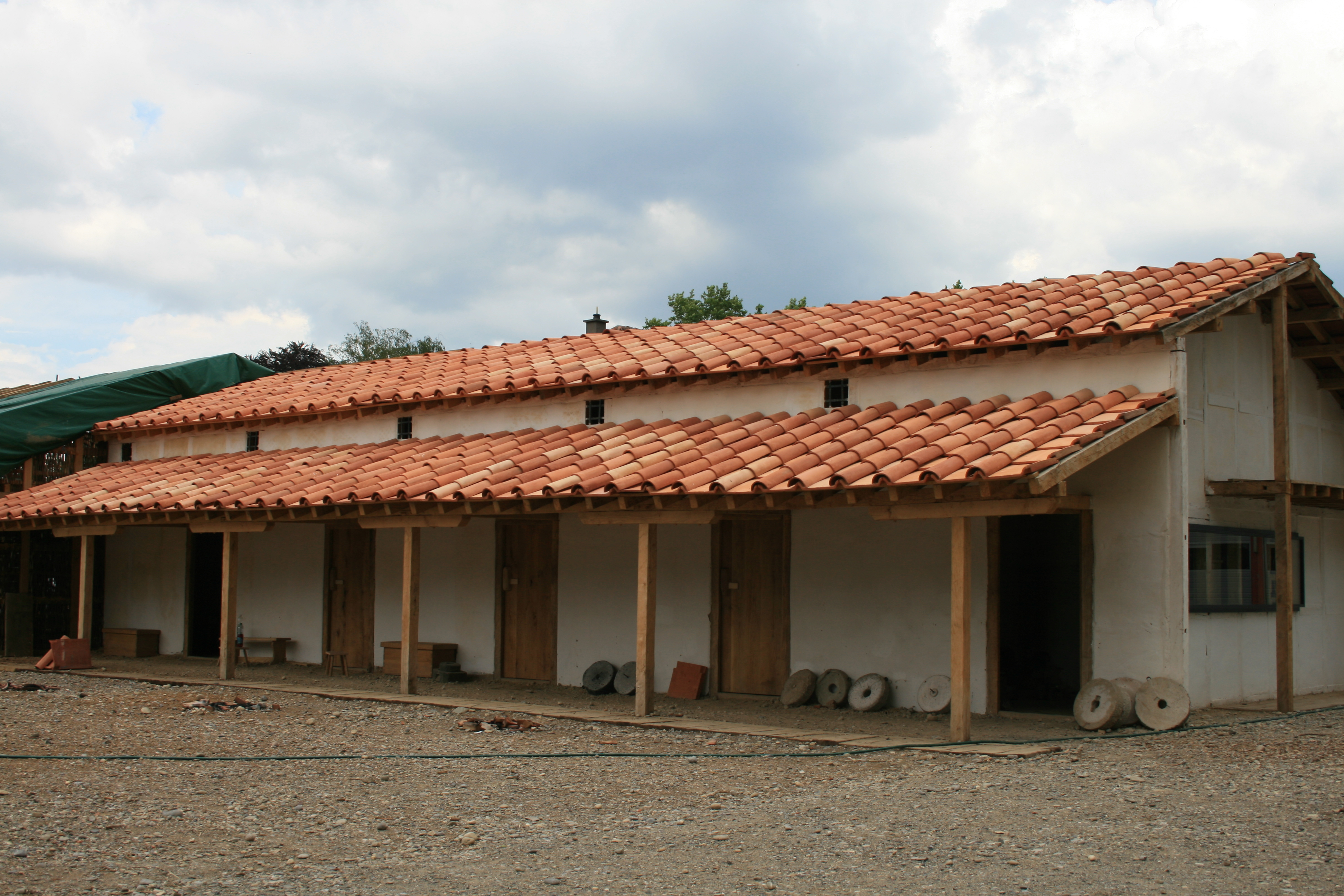
Ricostruzione di una caserma romana
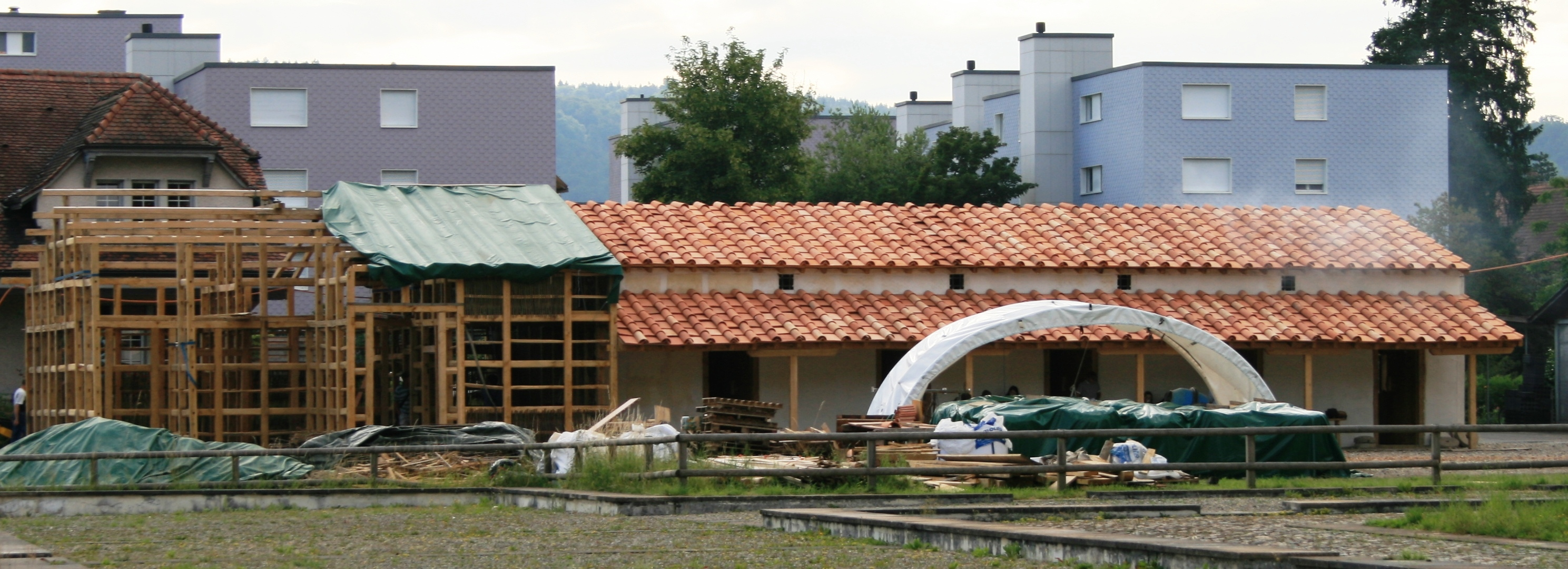
Contubernia
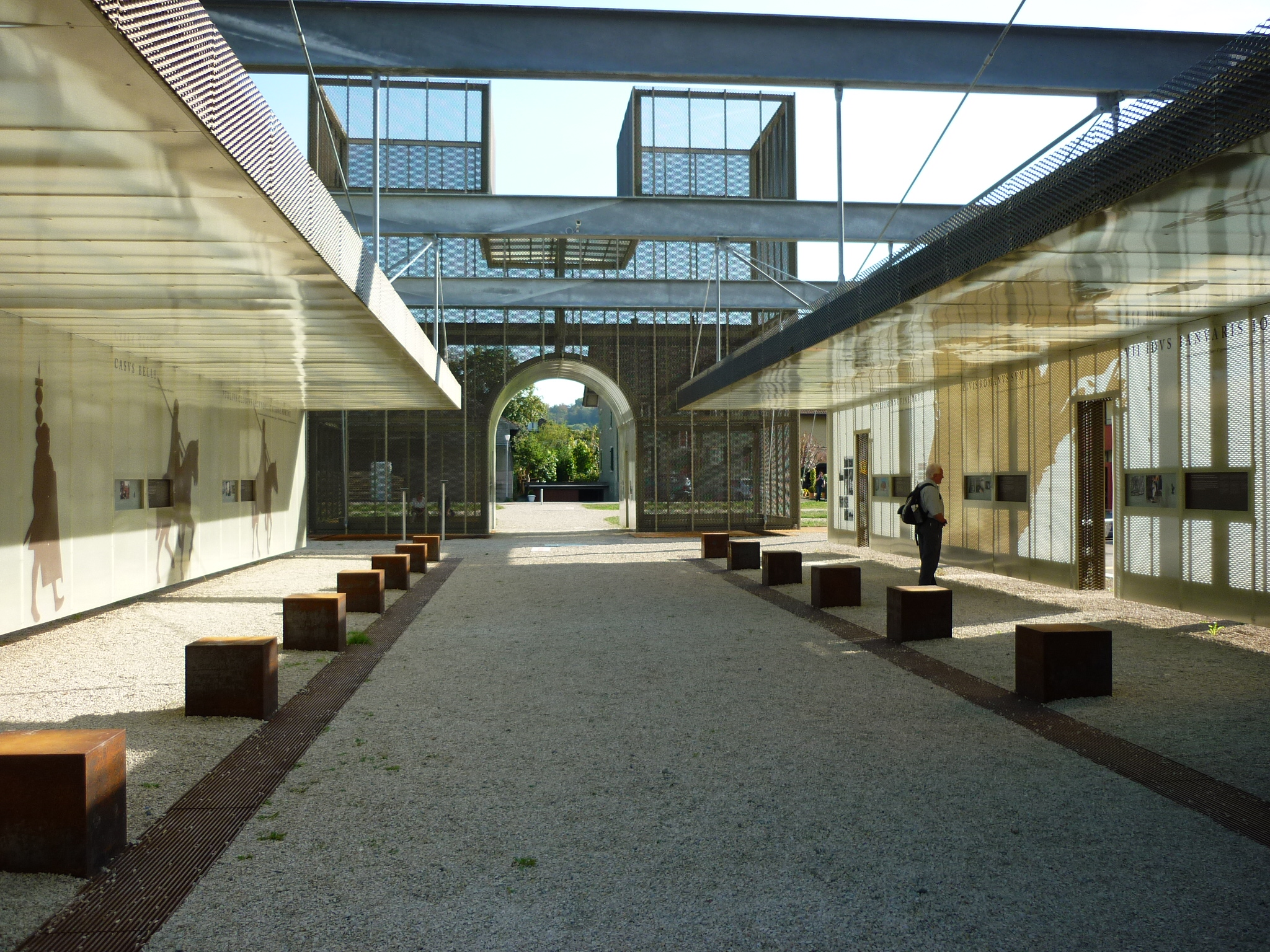
Via e Porta Praetoria
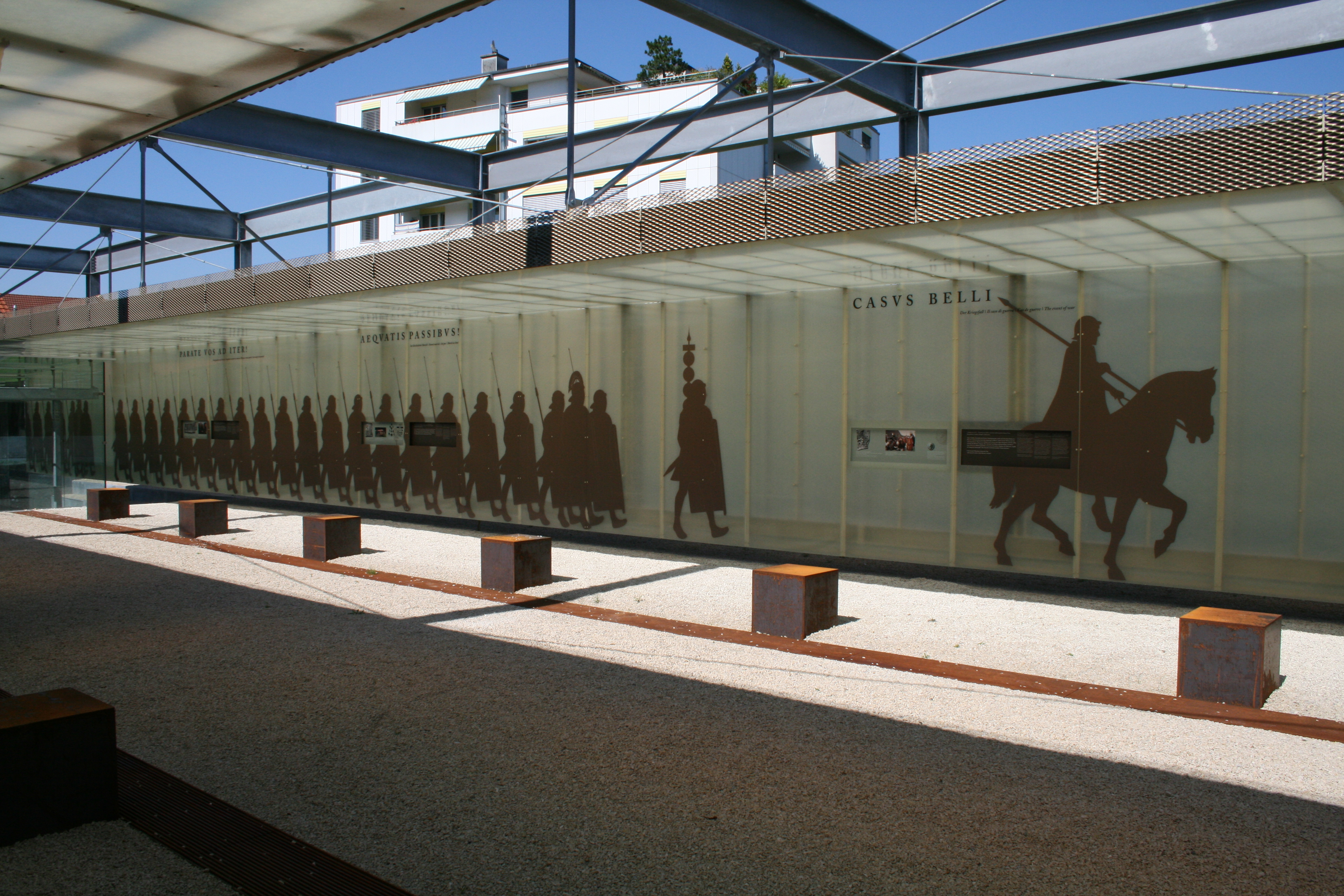
Rappresentazione di una sfilata di legionari romani
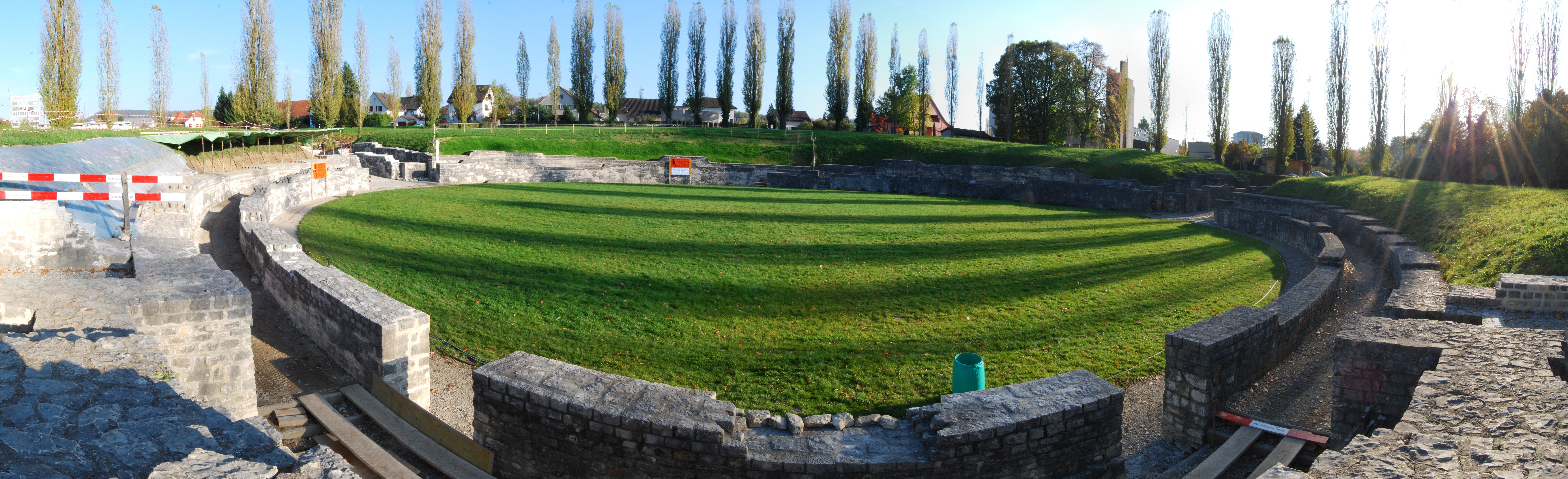
Anfiteatro romano a Vindonissa
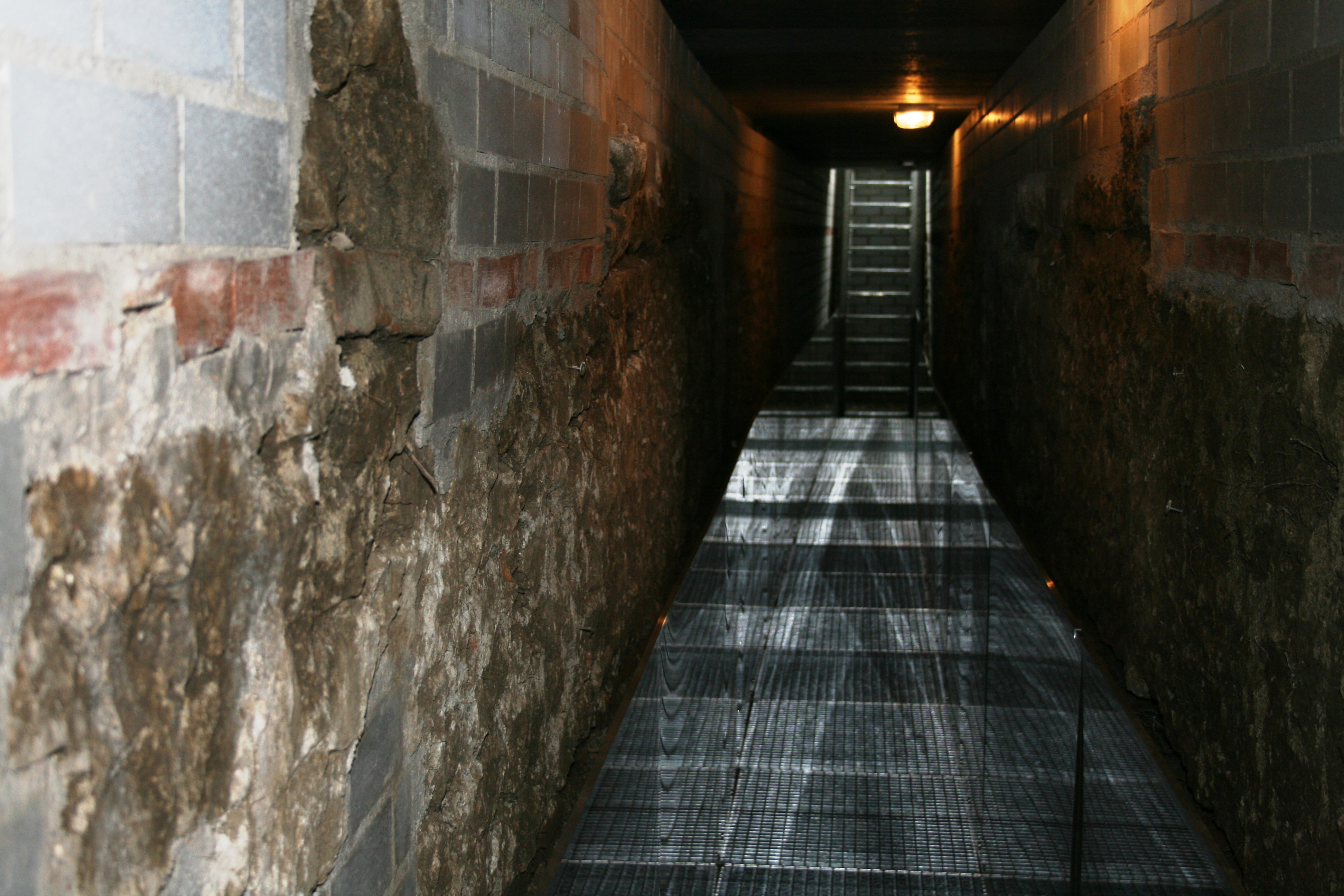
Fognature romane